# Aéroport de Saint-Yan
 (janvier 2019).
L’aéroport de Saint-Yan ou Aéroport du Charolais (code IATA : SYT • code OACI : LFLN) est un aéroport ouvert à la circulation aérienne publique (CAP), situé à 1 km à l’ouest de Saint-Yan dans la Saône-et-Loire (région Bourgogne-Franche-Comté, France).
Il dispose de trois pistes dont deux revêtues. La plus importante faisant quelque deux kilomètres, est équipée de l’Instrument landing system (ILS). On y croisera de nombreux avions VFR appartenant à l’aéroclub local ou aux aéroclubs voisins. Saint-Yan est aussi un aérodrome utilisable pour la voltige. On peut également y croiser du trafic IFR.
Le S.Y.A.B. : Saint Yan Air’e Business
- Le conseil régional de Bourgogne, le conseil général de Saône-et-Loire ainsi que les trois communes de Saint-Yan, Varenne-Saint-Germain et L'Hôpital-le-Mercier, ont créé un syndicat mixte de gestion. Son arrêté de création est paru le 27 décembre 2006.
- Le S.Y.A.B. est administré par un comité syndical composé de la façon suivante :
1. Collège des communes : 3 titulaires plus 3 suppléants.
2. Conseil régional : 5 titulaires plus 5 suppléants.
3. Conseil général : 5 titulaires plus 5 suppléants.

- Le ministre des Transports, de l’Équipement, du Tourisme et de la Mer, par arrêté du 2 mars 2007 a attribué la propriété de l’aérodrome de Saint-Yan à ce syndicat mixte qui a pris le nom de "Saint Yan Air’e Business".

## Histoire
Créé en 1938, l'aéroport est d'abord peu utilisé.
Le développement des infrastructures attendra la fin de la Seconde Guerre Mondiale. À savoir : 
- 1949 : installation sur le site du Service d’exploitation et de formation aéronautique ;
- 1953 : construction de la station météo ;
- 1956 : construction de la tour de contrôle ;
- 1960 : implantation de la cité aéronautique[4] et de la résidence des stagiaires ;
- 1961 : inauguration de la première piste en dur ;
- 1964 : création de la 2e piste et allongement de la 1ère.

Un embranchement ferroviaire a également existé vers la ligne du Coteau à Montchanin, longeant l'ouest de la rue Louis Notteghem en direction du Coteau.

## Formation
Hormis l'école de pilotage, l'importante offre foncière et immobilière de l'aéroport a permis l'installation de plusieurs établissements de formation dans les métiers de l'aéronautique:
- L'ENAC (École nationale de l'aviation civile) assure sur son campus de Saint-Yan des formations de pilotes de ligne, d'instructeurs de vol et d'agents de la Direction générale de l'Aviation civile.
- Le CFGAMA, Centre de Formation pour les Gestionnaires d'Aéroports et les Métiers de l'Aéroportuaire, est une nouvelle formation fruit d'un partenariat entre "Saint Yan Air'e Business" et la société Astérial Formation. Elle propose aux acteurs aéroportuaires un vaste choix de formations (gestion aéroportuaire, prévention, lutte contre le péril animalier...).
- L’entreprise suisse BTEE SA, via sa division Airtrace, dispense des formations spéciales aéroport (gestion de la sécurité, sécurité d'exploitation, gestion de crise, environnement et biologie, sanitaire)
- La formation incendie est assurée par l'institut VI avec sa plateforme spéciale (recherche et aguerrissement).
Depuis 2010, l'ensemble de ces établissements et le syndicat "Saint Yan Air'e Business" ont établi un partenariat au sein de la "Saint-Yan Air'e Academy".

## Associations
Créée en 2007 dans l'Ain, Nostalgic'Aero, association pour la préservation du patrimoine aéronautique et la restauration d'avions anciens est transférée à Saint-Yan en janvier 2010. Elle fait découvrir au public, jeunes et adultes, une collection actuellement riche de 11 avions dont un Jaguar biplace.
Depuis 2007, l'association "Patrimoine Aéronautique de Saint-Yan" est présente dans les blocs techniques de la tour de Contrôle. Cette association expose moteurs, photos et maquettes. Elle a pour but la sauvegarde du patrimoine aéronautique du centre de formation de Saint-Yan. Elle possède depuis 2011 un Nord-262.
En 1968, l'Aéroclub Louis Notteghem est créé sur la plate forme de Saint-Yan. Il possède un parc de 4 avions: 3 Robin DR-400 et 1 Jodel D 113.
Créé en 2008, le Para-club de la Plaine propose des vols de parachute ascensionnel.

## Construction aéronautique
Depuis 2010, Barge Aviation, une société d'assemblage et de commercialisation d'avions Zenair, est implantée sur le site de l'aéroport.

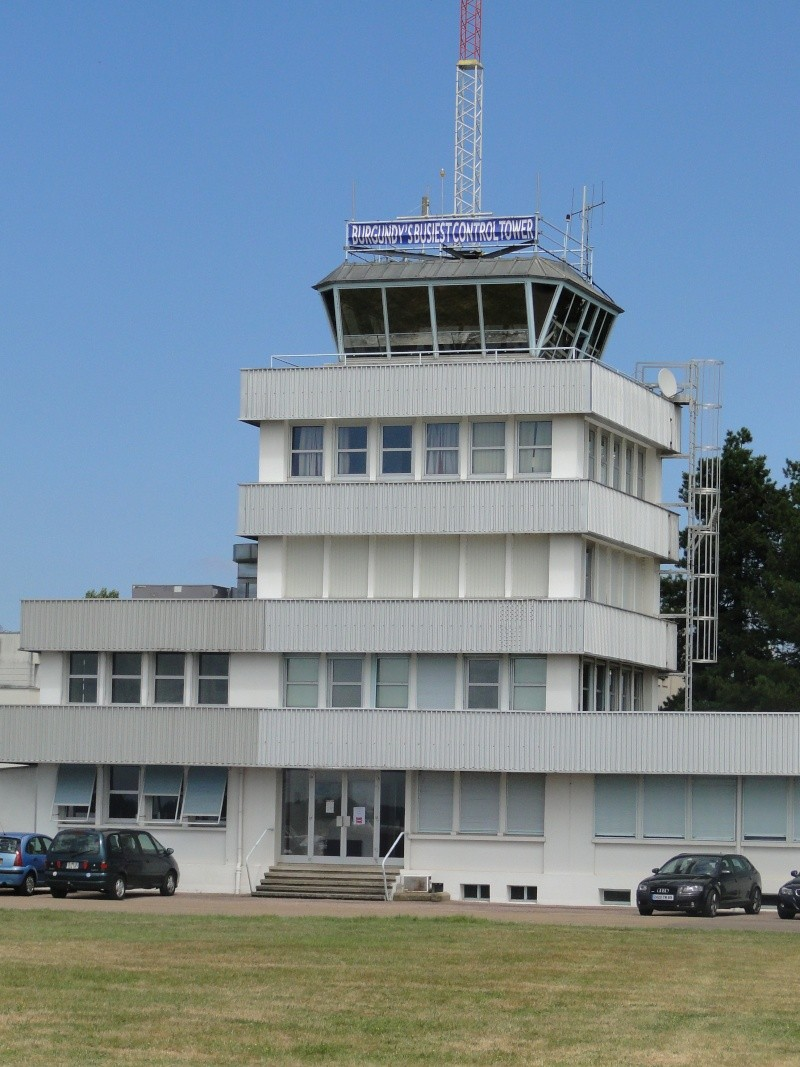
Tour de contrôle de l'aéroport du Charolais.

## Autre entreprise
Depuis le printemps 2013, la plateforme de Saint-Yan possède sur son site un ensemble technique de test incendie appelé "plateforme mutualisée de recherche et d'aguerrissement". Cet ensemble qui permet la formation mais aussi le test de divers objets et matériaux appartient a l'entreprise VI incendie.

## Trafic
Régulièrement, le SEFA exploite des Socata TB-20 Trinidad, des Diamond DA42 et des Beechcraft Baron 58 et l'aéroclub fait voler des Robin DR-400 et un Jodel.
À l'occasion, on pourra croiser un Cessna 172 ou un Piper PA-28, voire des Embraer EMB-121 Xingu de l'Armée de l'air, basés à Avord (BA702) qui utilisent le terrain de Saint-Yan pour leurs entraînements.
Un trafic ULM avec des autogires a débuté en juin 2013.
Le contrôle aérien est assuré par des ingénieurs du contrôle de la navigation aérienne (ICNA) durant la semaine.
En 2013, l'Airbus A380 effectue un « low-pass » (passage bas) au-dessus du terrain, piloté par Christophe Cail avec comme copilote Étienne Miche De Maleray, qui a de la famille dans la commune.
Le 21 septembre 2020, la patrouille de France, ne pouvant se rendre au meeting aérien du week-end suivant, décide de faire un « coucou » à l'aéroport en faisant un survol en formation avec panache de fumée,.